# اسکربل
اِسْکرَبِل یک بازی کلمه‌سازی است که در آن دو تا چهار بازیکن با قرار دادن حرف‌های الفبا بر روی یک صفحه بازی ۱۵×۱۵ مربعی امتیاز به دست می‌آورند. کاشی‌های کوچکی که حروف روی آن‌ها نوشته شده‌اند باید مثل حرف‌های یک جدول کلمات متقاطع کلمه‌های معنی‌دار درست کنند. حرف‌ها می‌توانند هم به شکل افقی و هم به شکل عمودی واژه بسازند. کلمه‌های قابل قبول باید در یک فرهنگ لغت استاندارد وجود داشته باشند. گاهی به جای فرهنگ لغت‌های عادی از فهرست‌های واژگان مخصوص این بازی هم استفاده می‌شود.
در ایالات متحده و کانادا، نام اسکربل یک نشان تجاری شرکت هزبرو است و این بازی از سال ۱۹۹۹ با برند برادران پارکرز شرکت هزبرو فروخته می‌شود. پیش از ۱۹۹۹، برند میلتون بردلی این بازی را در آمریکای شمالی می‌فروخت. بیرون از ایالات متحده و کانادا، اسکربل یک نشان تجاری متل است. این بازی در ۱۲۱ کشور و با ۲۱ زبان مختلف به فروش می‌رسد. در سراسر جهان در حدود ۱۵۰ میلیون صفحه اسکربل فروخته شده است و یک سوم از خانوارهای آمریکایی و نیمی از خانوارهای بریتانیایی نسخه‌ای از آن را در خانه دارند. حدود ۴۰۰۰ باشگاه اسکربل در سراسر دنیا وجود دارد.

## جزئیات بازی

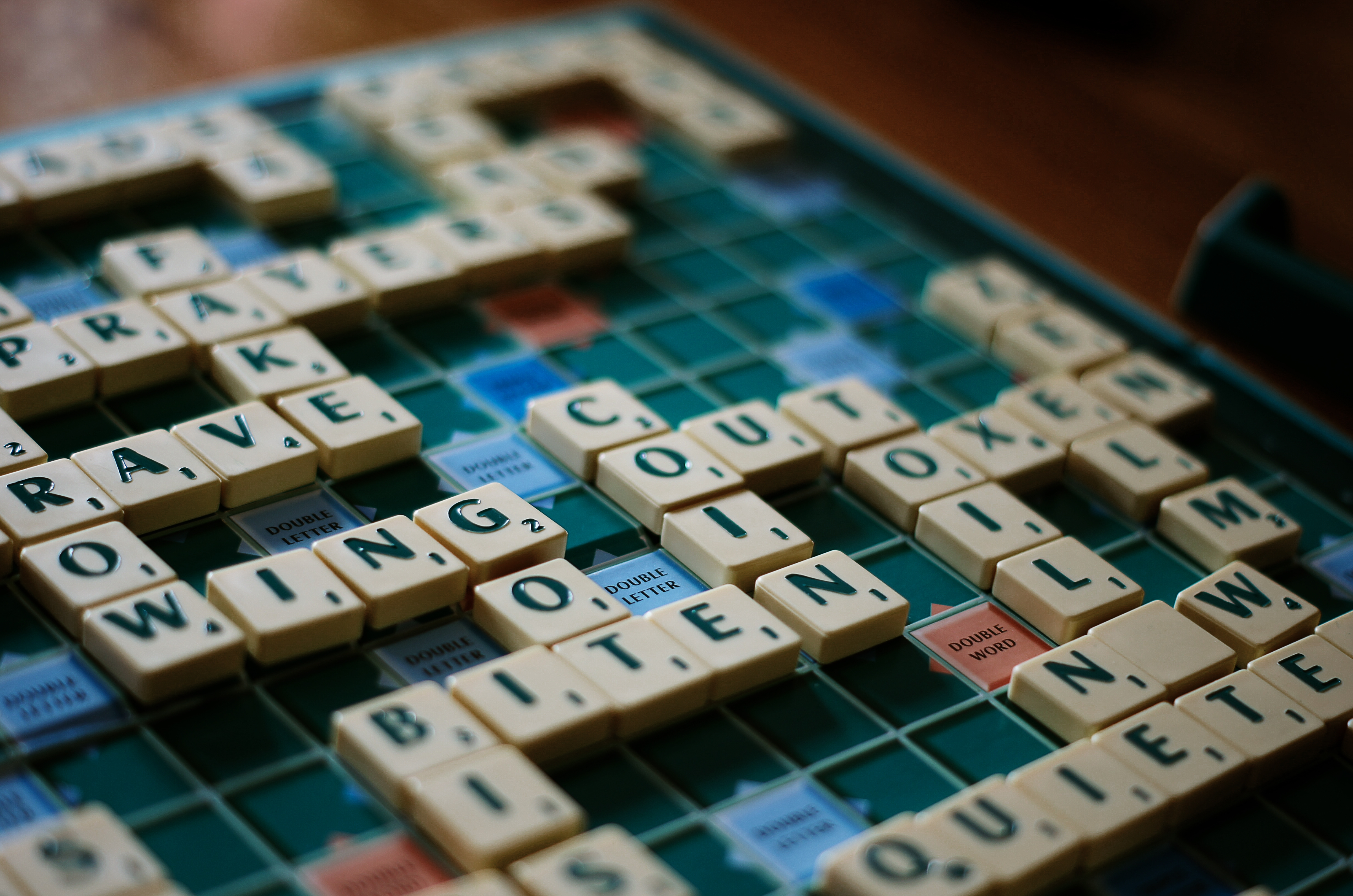
یک بازی اسکربل

این بازی دو تا چهار بازیکن دارد و بر روی یک صفحه مربعی با یک جدول ۱۵×۱۵ از خانه‌ها بازی می‌شود. در هر نوبت، هر یک از بازیکنان می‌توانند یک یا چند حرف را در خانه‌های خالی جدول قرار دهند، منتها مجاور خانه‌های پر. در مسابقه‌های رسمی و تورنمنت‌ها، بازی معمولاً بین دو بازیکن (و یا گاهی اوقات بین دو تیم) انجام می‌شود.

## تاریخچه

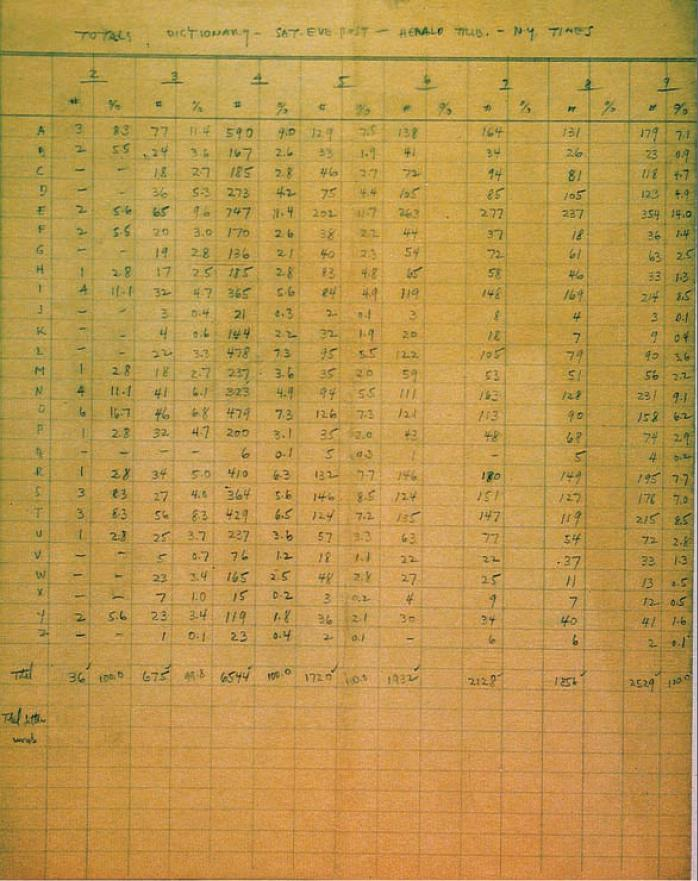
آلفرد باتز فراوانی حروف در واژه‌های با طول‌های متفاوت را با شمارش دستی جمله‌های نمونه در یک فرهنگ لغت او چند مجله و روزنامه از جمله نیویورک تایمز به دست آورد. او با کمک این جدول، تعداد و امتیاز هر حرف را در بازی تعیین کرد.

در سال ۱۹۳۸، یک معمار آمریکایی به نام آلفرد موشر باتز این بازی را به عنوان یک گونه از بازی دیگرش به نام لکسیکو طراحی کرد. مجموعه کاشی‌های حروف و نحوه امتیازدهی هر دو بازی یکسان بود. او امتیازها را با انجام یک تحلیل فراوانی حروف در منابع نوشتاری مختلف از جمله نیویورک تایمز تعیین کرده بود. در ابتدا، او نام Criss-Crosswords را برای این بازی در نظر داشت. او خودش چندین دست از این بازی را ساخت، اما در تلاش برای فروش بازی به تولیدکنندگان مطرح اسباب‌بازی موفق نبود.

اسکربل فارسی
در سال 1399 خورشیدی گروه تولیدی بازیکوش برای اولین بار اسکربل را به زبان فارسی بازطراحی و تولید کرد و آن را در خردادماه همین سال روانه بازار نمود.
نسخه فارسی دربردارنده 102 کاشی است که صد کاشی، مربوط به حروف فارسی و دو کاشی نیز کاشی‌های صفر هستند. تا پیش از این، اسکربل به 37 زبان دیگر ترجمه شده بود و اسکربل فارسی، سی و هشتمین ترجمه از این بازی معروف است.
در نسخه بازیکوش، امتیازات حروف که بنا به گفته بازطراح آن، بر اساس حروف شماری بیش از ده هزار صفحه از متون قدیم و جدید فارسی تعیین شده، به این شرح است:
الف: 1                                 ص: 6
ب:1                                    ض: 8
پ: 6                                   ط: 8
ت: 1                                   ظ: 10
ث: 10                                  ع: 5
ج: 5                                    غ: 8 
چ: 6                                    ف: 4 
ح: 6                                    ق: 5 
خ: 5                                    ک: 3
د: 1                                    گ: 4 
ذ: 10                                   ل: 2
ر:  1                                    م: 1
ز: 4                                     ن: 1
ژ:  10                                   و: 1
س: 2                                   ه: 1
ش: 3                                   ی: 1

## در فرهنگ عامه
- در قسمت Boys & Girls Together از سریال Honeymooners اد نورتون (با بازی آرت کارنی) درباره اسکربل با استادان دانشگاه نیویورک بحث می‌کند.
- به اسکربل در چندین قسمت سریال دو مرد و نصفی از جمله Dead from the Waist Down و Phase One, Complete اشاره می‌شود[۸]
- به این بازی در سریال سیمپسون ها در قسمت Bart the Genius اشاره می‌شود. در این قسمت، بارت کلمه خودساخته Kwyjibo در در یک بازی با بقیه افراد خانواده استفاده می‌کند. وقتی هومر معنی این کلمه را از او می‌پرسد، بارت جواب می‌دهد «یک میمون بزرگ کچل آمریکایی که چانه ندارد.»[۹]